# سلطان‌آباد قزل‌تپه
سلطان‌آباد قزل تپه، روستایی از توابع بخش کرانی شهرستان بیجار در استان کردستان ایران است.

## جمعیت
این روستا در دهستان کرانی قرار دارد و براساس سرشماری مرکز آمار ایران در سال ۱۳۸۵، جمعیت آن ۲۱۴ نفر (۵۰خانوار) بوده‌است.